# Bad Girls (singel Donny Summer)
Bad Girls – utwór muzyczny wykonywany przez amerykańską piosenkarkę Donnę Summer, wydany na singlu w 1979 roku.
Utwór napisali Donna Summer, Bruce Sudano, Edward Hokenson i Joe Esposito, a wyprodukowali Giorgio Moroder i Pete Bellotte. Piosenka była utrzymana w popularnym wówczas stylu disco i została zainspirowana sytuacją, w której jedna z asystentek Donny została wzięta przez policjanta za prostytutkę. Nagranie zostało wydane jako drugi singel z albumu Bad Girls i spotkało się z sukcesem na listach sprzedaży (numer 1 w USA i Kanadzie), zostając też jednym z największych przebojów piosenkarki. Na początku 1980 roku piosenka zdobyła American Music Award w kategorii Favorite Pop/Rock Single.

## Lista ścieżek
- Singel 7"

A. „Bad Girls” – 3:55
B. „On My Honor” – 3:30
- Singel 12"

A. „Bad Girls” – 4:55
B. „On My Honor” – 3:32

## Notowania
| Kraj                              | Pozycja | Certyfikat      |
| --------------------------------- | ------- | --------------- |
| Australia                         | 14      |                 |
| Austria                           | 23      |                 |
| Belgia (Ultratop Flandria)        | 5       |                 |
| Hiszpania                         | 21      |                 |
| Holandia (MegaCharts)             | 10      |                 |
| Irlandia                          | 23      |                 |
| Kanada                            | 1       | platynowa płyta |
| Niemcy (Media Control)            | 9       |                 |
| Norwegia (VG-lista)               | 8       |                 |
| Nowa Zelandia                     | 6       |                 |
| Stany Zjednoczone (Billboard 200) | 1       | platynowa płyta |
| Szwajcaria                        | 5       |                 |
| Szwecja (Sverigetopplistan)       | 13      |                 |
| Wielka Brytania (UK Albums Chart) | 14      | srebrna płyta   |